# 順基
50°4′46″N 26°22′9″E / 50.07944°N 26.36917°E
順基（烏克蘭語：Шуньки），是烏克蘭西部的村莊，隸屬赫梅利尼茨基州的舍佩蒂夫卡區。該村面積0.17平方公里，海拔高度273米，2001年人口433，人口密度每平方公里2,608.4人。